# Nati nel 1963/Febbraio
| Questa pagina contiene informazioni ricavate automaticamente dalle voci biografiche con l'ausilio del template Bio e di un bot. L'aggiornamento è periodico e automatico e ricostruisce completamente la pagina. Se manca una persona in questa lista, sei pregato di non aggiungerla, ma accertati piuttosto che la sua voce biografica contenga il template Bio e che i dati anagrafici siano correttamente compilati. Se il template Bio manca, inseriscilo tu stesso o, in alternativa, metti l'avviso {{tmp\|Bio}} che ne segnala la mancanza. Se i dati riportati sono sbagliati, correggi direttamente la voce biografica; le modifiche saranno visibili in questa lista entro pochi giorni. Per chiarimenti vedi il progetto biografie. La lista contiene solo le 276 persone che sono citate nell'enciclopedia e per le quali è stato implementato correttamente il template Bio. Pagina aggiornata al 18 giu 2025. |

- 1º febbraio - Josh Broecker, regista e sceneggiatore tedesco
- 1º febbraio - Alexander Cary, sceneggiatore e produttore televisivo britannico
- 1º febbraio - Yasuharu Kurata, allenatore di calcio, ex calciatore e ex giocatore di calcio a 5 giapponese
- 1º febbraio - Mario Morosini, ex calciatore e ex giocatore di calcio a 5 italiano
- 1º febbraio - Pietro Puzone, ex calciatore italiano
- 1º febbraio - Fausto Romitelli, compositore italiano († 2004)
- 2 febbraio - Ruggero Bagialemani, ex giocatore di baseball e allenatore di baseball italiano
- 2 febbraio - Eva Cassidy, cantante statunitense († 1996)
- 2 febbraio - Bent Egsmark Christensen, allenatore di calcio, ex calciatore e ex giocatore di calcio a 5 danese
- 2 febbraio - Karin Dedler, ex sciatrice alpina tedesca
- 2 febbraio - France Joli, cantante canadese
- 2 febbraio - Andrej Kiska, imprenditore e politico slovacco
- 2 febbraio - Peter Lundgren, politico svedese
- 2 febbraio - Juan Ramón Marrero, ex cestista spagnolo
- 2 febbraio - Marie-Claude Pietragalla, ex ballerina, coreografa e direttrice artistica francese
- 2 febbraio - Giacomo Tranchida, politico italiano
- 2 febbraio - Huberta Wolf, ex sciatrice alpina austriaca
- 2 febbraio - Steve Wood, ex calciatore inglese
- 2 febbraio - Riza Çalimbay, allenatore di calcio e ex calciatore turco
- 3 febbraio - Jørn Andersen, allenatore di calcio e ex calciatore norvegese
- 3 febbraio - Fawzi Benkhalidi, ex calciatore algerino
- 3 febbraio - José Biriukov, ex cestista sovietico
- 3 febbraio - Itzhak Gilboa, economista israeliano
- 3 febbraio - Isabella Lövin, politica, scrittrice e giornalista svedese
- 3 febbraio - Marilena Marinache, ex cestista rumena
- 3 febbraio - Stefano Mei, ex mezzofondista e dirigente sportivo italiano
- 3 febbraio - Donatella Milani, cantautrice italiana
- 3 febbraio - Peter van Noord, ex cestista e allenatore di pallacanestro olandese
- 3 febbraio - Massimo Radice, ex calciatore italiano
- 3 febbraio - Raghuram Rajan, economista indiano
- 3 febbraio - Rik Van Slycke, dirigente sportivo, ex ciclista su strada e pistard belga
- 4 febbraio - Pier Bergonzi, giornalista italiano
- 4 febbraio - Andrés Espinosa, ex maratoneta messicano
- 4 febbraio - Sergej Fokičev, ex pattinatore di velocità su ghiaccio sovietico
- 4 febbraio - Bryan Mantia, batterista statunitense
- 4 febbraio - Giommaria Monti, giornalista e autore televisivo italiano
- 4 febbraio - Sergej Pugačëv, imprenditore, banchiere e politico russo
- 4 febbraio - Tracie Ruiz, sincronetta statunitense
- 4 febbraio - Rachel Treweek, teologa e vescovo anglicano inglese
- 4 febbraio - Pirmin Zurbriggen, ex sciatore alpino e allenatore di sci alpino svizzero
- 5 febbraio - Pako Ayestarán, allenatore di calcio e ex calciatore spagnolo
- 5 febbraio - Tebaldo Bigliardi, ex calciatore italiano
- 5 febbraio - Vincenzo Esposito, allenatore di calcio e ex calciatore italiano
- 5 febbraio - Goran Jurić, ex calciatore croato
- 5 febbraio - Selim Mouzannar, gioielliere e attivista libanese
- 5 febbraio - Philippe Rozier, cavaliere francese
- 5 febbraio - Steven Shainberg, regista e produttore cinematografico statunitense
- 6 febbraio - Josep Maria Bartomeu, imprenditore e dirigente sportivo spagnolo
- 6 febbraio - Mario Cinque, generale e funzionario italiano
- 6 febbraio - Debra Granik, regista, sceneggiatrice e direttrice della fotografia statunitense
- 6 febbraio - Andrea Marcon, clavicembalista, organista e direttore d'orchestra italiano
- 6 febbraio - Cláudia Ohana, attrice brasiliana
- 6 febbraio - Paul Tobias, chitarrista statunitense
- 6 febbraio - David Vanole, allenatore di calcio, calciatore e giocatore di calcio a 5 statunitense († 2007)
- 6 febbraio - Jukka Ylipulli, combinatista nordico finlandese
- 7 febbraio - Jason Leland Adams, attore e produttore cinematografico statunitense
- 7 febbraio - Giuseppe De Martino, ex calciatore italiano
- 7 febbraio - Thomas Fahrner, ex nuotatore tedesco
- 7 febbraio - Andrea Gios, politico, dirigente sportivo e ex hockeista su ghiaccio italiano
- 7 febbraio - David Hackl, regista e scenografo canadese
- 7 febbraio - Nadia Marchi, ex tiratrice a segno sammarinese
- 7 febbraio - Dwayne McClain, ex cestista statunitense
- 7 febbraio - Javier Perez-Capdevila, matematico cubano
- 7 febbraio - Andrea Renzi, regista teatrale e attore italiano
- 7 febbraio - Heidemarie Stefanyshyn-Piper, ex astronauta statunitense
- 8 febbraio - Gus Bilirakis, politico e avvocato statunitense
- 8 febbraio - Bruno Cornillet, ex ciclista su strada e pistard francese
- 8 febbraio - Giancarlo Galli, atleta paralimpico italiano
- 8 febbraio - Jóhann Hjartarson, scacchista e avvocato islandese
- 8 febbraio - Kim Sam-soo, ex calciatore sudcoreano
- 8 febbraio - Paul Kuiper, ex cestista australiano
- 8 febbraio - Duško Radinović, ex calciatore jugoslavo
- 8 febbraio - Fernando Rodríguez, ex nuotatore peruviano
- 8 febbraio - Igor' Runov, pallavolista sovietico († 2011)
- 8 febbraio - Luigi Zingales, economista e blogger italiano
- 9 febbraio - Daniel Bravo, commentatore televisivo e ex calciatore francese
- 9 febbraio - Kevin Brooks, ex giocatore di football americano statunitense
- 9 febbraio - Gianni Cristiani, ex calciatore italiano
- 9 febbraio - Lolo Ferrari, attrice, attrice pornografica e ballerina francese († 2000)
- 9 febbraio - Brian Greene, fisico statunitense
- 9 febbraio - John Hewitt, ex calciatore scozzese
- 9 febbraio - Khalida Jarrar, politica palestinese
- 9 febbraio - Eric Moo, cantante, compositore e produttore discografico malaysiano
- 9 febbraio - Anișoara Sorohan, ex canottiera romena
- 9 febbraio - Travis Tritt, cantante statunitense
- 10 febbraio - Gregg Binkley, attore statunitense
- 10 febbraio - Maria Carmela Colaneri, medaglista italiana
- 10 febbraio - Candan Erçetin, cantante turca
- 10 febbraio - Philip Glenister, attore britannico
- 10 febbraio - Roland Hilti, ex calciatore liechtensteinese
- 10 febbraio - Alan McInally, ex calciatore scozzese
- 10 febbraio - Päivi Peltoniemi, ex cestista finlandese
- 10 febbraio - Tony Reno, batterista svedese
- 10 febbraio - Catherine Alicia Young, giornalista e scrittrice statunitense
- 11 febbraio - José Mari Bakero, allenatore di calcio e ex calciatore spagnolo
- 11 febbraio - Doug Blair, chitarrista statunitense
- 11 febbraio - Brian Damage, batterista statunitense († 2010)
- 11 febbraio - Massimo Donadi, politico italiano
- 11 febbraio - Ralf Falkenmayer, ex calciatore tedesco
- 11 febbraio - Penka Markova, ex cestista bulgara
- 11 febbraio - Norm Odinga, ex calciatore e ex giocatore di calcio a 5 canadese
- 11 febbraio - Dan Osman, arrampicatore statunitense († 1998)
- 11 febbraio - Marco Santi, artista e restauratore italiano
- 11 febbraio - Kazimierz Sokołowski, ex calciatore polacco
- 11 febbraio - Cvetozar Viktorov, bobbista bulgaro
- 12 febbraio - Vincenzo Chiodo, mafioso e collaboratore di giustizia italiano
- 12 febbraio - Brian Haley, attore statunitense
- 12 febbraio - John Michael Higgins, attore statunitense
- 12 febbraio - Brent Jones, ex giocatore di football americano statunitense
- 12 febbraio - Ed Lover, rapper, attore e musicista statunitense
- 12 febbraio - Borislav Mihajlov, dirigente sportivo e ex calciatore bulgaro
- 12 febbraio - Ralph Palka, attore e doppiatore tedesco
- 12 febbraio - Igor' Stel'nov, hockeista su ghiaccio e allenatore di hockey su ghiaccio sovietico († 2009)
- 12 febbraio - Dacia Valent, politica italiana († 2015)
- 12 febbraio - Rüdiger Vollborn, ex calciatore tedesco
- 12 febbraio - Jacqueline Woodson, scrittrice statunitense
- 13 febbraio - Nicola Caricola, ex calciatore italiano
- 13 febbraio - Wolfgang Egger, designer tedesco
- 13 febbraio - Philippe Hervé, allenatore di pallacanestro e ex cestista francese
- 13 febbraio - Ihor Kolomojs'kyj, imprenditore e politico ucraino
- 13 febbraio - Barry Tubb, attore e regista statunitense
- 13 febbraio - Roberta Vasquez, modella e attrice statunitense
- 13 febbraio - Filemon Vela, politico statunitense
- 13 febbraio - Wei Kexing, allenatore di calcio e ex calciatore cinese
- 13 febbraio - Mimma Zavoli, politica e insegnante sammarinese
- 14 febbraio - Teodor Baconschi, politico e diplomatico rumeno
- 14 febbraio - Enrico Colantoni, attore canadese
- 14 febbraio - Harald Czudaj, ex bobbista tedesco
- 14 febbraio - John R. Dilworth, animatore, produttore televisivo e regista televisivo statunitense
- 14 febbraio - Guildo Horn, cantante, attore e showman tedesco
- 14 febbraio - Giovanna Maldotti, attrice e conduttrice televisiva italiana
- 14 febbraio - Mike Reddick, ex cestista statunitense
- 14 febbraio - Gianrico Ruzza, vescovo cattolico italiano
- 15 febbraio - Oğuz Çetin, ex calciatore e allenatore di calcio turco
- 15 febbraio - Monica Cirinnà, politica italiana
- 15 febbraio - Edu Marangon, allenatore di calcio e ex calciatore brasiliano
- 15 febbraio - Steven Michael Quezada, attore statunitense
- 15 febbraio - Miguel Segura, ex calciatore costaricano
- 15 febbraio - Lucia Vuolo, politica italiana
- 15 febbraio - Wang Jun, dirigente sportivo, ex calciatore e ex giocatore di calcio a 5 cinese
- 15 febbraio - Wallace Wolodarsky, regista, sceneggiatore e produttore cinematografico statunitense
- 16 febbraio - Claudio Amendola, attore, conduttore televisivo e regista italiano
- 16 febbraio - Daniele Bigliardo, fumettista italiano
- 16 febbraio - Massimo Ciancimino, imprenditore italiano
- 16 febbraio - Annalisa Coltorti, ex schermitrice italiana
- 16 febbraio - Paolo Di Cioccio, oboista e compositore italiano († 2024)
- 16 febbraio - Roberto Galia, allenatore di calcio e ex calciatore italiano
- 16 febbraio - Ines Geißler, ex nuotatrice tedesca
- 16 febbraio - Pierre Guichot, ex schermidore francese
- 16 febbraio - Giovanni Loseto, dirigente sportivo, allenatore di calcio e ex calciatore italiano
- 16 febbraio - Paola Marella, architetta, designer e conduttrice televisiva italiana († 2024)
- 16 febbraio - Forrest McKenzie, ex cestista statunitense
- 16 febbraio - Larisa Michal'čenko, ex discobola ucraina
- 16 febbraio - Aleksandr Razborov, matematico russo
- 16 febbraio - Antonio Serra, fumettista italiano
- 16 febbraio - Faran Tahir, attore statunitense
- 17 febbraio - Monica Äijä, ex sciatrice alpina svedese
- 17 febbraio - Guido De Luigi, ex pallavolista italiano
- 17 febbraio - Jinggoy Estrada, politico e attore filippino
- 17 febbraio - Jeffrey Forée, ex giocatore di calcio a 5 olandese
- 17 febbraio - Jen-Hsun Huang, imprenditore e ingegnere elettrico statunitense
- 17 febbraio - Michael Jordan, imprenditore, ex cestista e ex giocatore di baseball statunitense
- 17 febbraio - Viktor Nikolaevič Kibenok, vigile del fuoco e militare sovietico († 1986)
- 17 febbraio - Bernard McNally, ex calciatore nordirlandese
- 17 febbraio - Holger Pfandt, giornalista tedesco
- 17 febbraio - Marianna Sciveres, regista, sceneggiatrice e scenografa italiana
- 17 febbraio - Mai Shanley, modella statunitense
- 17 febbraio - Gellert Tamas, scrittore e giornalista svedese
- 17 febbraio - Larry the Cable Guy, attore e comico statunitense
- 18 febbraio - Rob Andrew, ex rugbista a 15, allenatore di rugby a 15 e dirigente sportivo britannico
- 18 febbraio - Laura Cannavò, giornalista italiana
- 18 febbraio - Franco Carlisi, fotografo italiano
- 18 febbraio - Marco Ciardi, storico della scienza e scrittore italiano
- 18 febbraio - Carmine Della Pietra, ex calciatore italiano
- 18 febbraio - Michel Der Zakarian, allenatore di calcio e ex calciatore armeno
- 18 febbraio - Fortunato Di Noto, presbitero e scrittore italiano
- 18 febbraio - László Fábián, ex pentatleta e schermidore ungherese
- 18 febbraio - Anders Frisk, ex arbitro di calcio svedese
- 18 febbraio - Chuck Long, ex giocatore di football americano statunitense
- 18 febbraio - Doug Mahnke, fumettista statunitense
- 18 febbraio - Angelika Niebler, politica e avvocato tedesca
- 18 febbraio - Cornelia Polit, ex nuotatrice tedesca orientale
- 18 febbraio - Grzegorz Schetyna, politico polacco
- 18 febbraio - Henry Winter, giornalista inglese
- 19 febbraio - Seal, cantante e compositore britannico
- 19 febbraio - Doug Aldrich, chitarrista statunitense
- 19 febbraio - Tom Angelripper, cantante e bassista tedesco
- 19 febbraio - Ron Backes, ex pesista statunitense
- 19 febbraio - Lorenzo Castellano, autore televisivo, sceneggiatore e regista italiano († 2022)
- 19 febbraio - Joey Diaz, attore cubano
- 19 febbraio - Giuseppe Giacobazzi, attore e cabarettista italiano
- 19 febbraio - Bernd Gröne, ex ciclista su strada tedesco
- 19 febbraio - Laurell K. Hamilton, scrittrice statunitense
- 19 febbraio - Maggie Lynes, ex sollevatrice e pesista britannica
- 19 febbraio - Jessica Tuck, attrice statunitense
- 19 febbraio - Solvita Āboltiņa, politica lettone
- 20 febbraio - Charles Barkley, ex cestista statunitense
- 20 febbraio - Herman Beyers, ex giocatore di calcio a 5 belga
- 20 febbraio - Ian Brown, musicista e compositore britannico
- 20 febbraio - Jon Lynn Christensen, politico statunitense
- 20 febbraio - Rudolf Huber, ex sciatore alpino austriaco
- 20 febbraio - Jaromír Navrátil, ex calciatore ceco
- 20 febbraio - Joakim Nyström, allenatore di tennis e ex tennista svedese
- 20 febbraio - Giovanni Suarez, ex canottiere italiano
- 20 febbraio - Milt Wagner, ex cestista e allenatore di pallacanestro statunitense
- 20 febbraio - Yang Min, ex tennistavolista cinese
- 20 febbraio - Marcello Ziliani, architetto, designer e blogger italiano
- 21 febbraio - William Baldwin, attore e ex modello statunitense
- 21 febbraio - Alain Berliner, regista, sceneggiatore e produttore cinematografico belga
- 21 febbraio - Luigi Borgato, artigiano italiano
- 21 febbraio - Liliana Comas, ex cestista peruviana
- 21 febbraio - Lori Fung, ex ginnasta canadese
- 21 febbraio - Karl Lauterbach, medico e politico tedesco
- 21 febbraio - Ute Maria Lerner, attrice tedesca
- 21 febbraio - Pierfrancesco Pavoni, ex velocista italiano
- 21 febbraio - Madeleine Philion, ex schermitrice canadese
- 21 febbraio - Dave Rodgers, cantautore, compositore e produttore discografico italiano
- 22 febbraio - Giovanni Guardiano, attore italiano
- 22 febbraio - Xóchitl Gálvez, politica e ingegnera messicana
- 22 febbraio - Carin Hernskog, ex sciatrice freestyle svedese
- 22 febbraio - Pedro Jaro, ex calciatore spagnolo
- 22 febbraio - Nausicaa Policicchio, soprano italiana († 2018)
- 22 febbraio - Hans-Peter Portmann, banchiere e politico svizzero
- 22 febbraio - Jan Olde Riekerink, allenatore di calcio e ex calciatore olandese
- 22 febbraio - Matthias Ring, vescovo vetero-cattolico tedesco
- 22 febbraio - Giovanni Roma, ex giocatore di calcio a 5 italiano
- 22 febbraio - Herb Sendek, allenatore di pallacanestro statunitense
- 22 febbraio - Vijay Singh, golfista figiano
- 23 febbraio - Reza Abdoh, regista teatrale e drammaturgo iraniano († 1995)
- 23 febbraio - Paolo Bordoni, allenatore di calcio e ex calciatore italiano
- 23 febbraio - Marco Calvani, allenatore di pallacanestro italiano
- 23 febbraio - Mazureik, ex giocatore di calcio a 5 brasiliano
- 23 febbraio - Marco Mencarelli, allenatore di pallavolo italiano
- 23 febbraio - Giacomo Pignataro, economista italiano
- 23 febbraio - Uwe Sauer, ex cestista e allenatore di pallacanestro tedesco
- 23 febbraio - Wes Saunders, allenatore di calcio e ex calciatore inglese
- 23 febbraio - Andrea Sawatzki, attrice tedesca
- 23 febbraio - Radosław Sikorski, politico, giornalista e politologo polacco
- 23 febbraio - Sergej Uslamin, ex ciclista su strada russo
- 24 febbraio - Carlo di Borbone-Due Sicilie, principe francese
- 24 febbraio - Françoise Bozon, ex sciatrice alpina francese
- 24 febbraio - Huang Shiping, ex tiratore a segno cinese
- 24 febbraio - Vincenzo Imperatore, scrittore e giornalista italiano
- 25 febbraio - Rossana Balduzzi Gastini, scrittrice e architetta italiana
- 25 febbraio - Alessandra Buschi, scrittrice e poeta italiana
- 25 febbraio - Joseph E. Duncan III, serial killer statunitense († 2021)
- 25 febbraio - John Emanuels, ex cestista olandese
- 25 febbraio - Judit Horváth, cestista ungherese († 1997)
- 25 febbraio - Abdelfettah Rihati, ex calciatore marocchino
- 26 febbraio - Leonard Allen, ex cestista statunitense
- 26 febbraio - Nacho Cano, compositore, musicista e cantante spagnolo
- 26 febbraio - Jaakko Hämeen-Anttila, arabista e islamista finlandese († 2023)
- 26 febbraio - Chase Masterson, attrice e cantante statunitense
- 26 febbraio - Guido Mensching, linguista tedesco
- 26 febbraio - Bernardo Redín, allenatore di calcio e ex calciatore colombiano
- 27 febbraio - Francesco Cancellotti, ex tennista italiano
- 27 febbraio - Paolo Crucitti, ex calciatore italiano
- 27 febbraio - Barbara Dare, ex attrice pornografica statunitense
- 27 febbraio - Rocco Fortunato, scrittore e musicista italiano († 2017)
- 27 febbraio - Nikolaj Golovatenko, ex ciclista su strada kazako
- 27 febbraio - Gregg Marshall, allenatore di pallacanestro statunitense
- 27 febbraio - Pascual Luna Parra, ex calciatore spagnolo
- 27 febbraio - Massimo Riva, cantautore, musicista e produttore discografico italiano († 1999)
- 27 febbraio - Stéphane Sednaoui, regista e fotografo francese
- 27 febbraio - Nasty Suicide, chitarrista finlandese
- 28 febbraio - Cristina Alverà, giocatrice di curling italiana
- 28 febbraio - Cristina Alziati, poetessa e traduttrice italiana
- 28 febbraio - Mark Brown, politico cookese
- 28 febbraio - Claudio Chiappucci, ex ciclista su strada e ciclocrossista italiano
- 28 febbraio - Gustavo Costas, allenatore di calcio e ex calciatore argentino
- 28 febbraio - Tim Goss, ingegnere britannico
- 28 febbraio - Kang Ae-shim, attrice sudcoreana
- 28 febbraio - Nicola Leone, informatico italiano
- 28 febbraio - Joey Marella, statunitense († 1994)
- 28 febbraio - Pepe Mel, allenatore di calcio e ex calciatore spagnolo
- 28 febbraio - Joël Pommerat, commediografo e regista teatrale francese